# پوینت پلیزنت بیچ، نیوجرسی
پوینت پلیزنت بیچ (به انگلیسی: Point Pleasant Beach) شهری در ایالت نیوجرسی کشور ایالات متحده آمریکا است که جمعیت آن در سرشماری سال ۲۰۱۰ میلادی، ۴٬۶۶۵ نفر بوده‌است.